# Esquí de fondo en los Juegos Olímpicos de Milán-Cortina d'Ampezzo 2026
Las competiciones de esquí de fondo en los Juegos Olímpicos de Milán-Cortina d'Ampezzo 2026 se realizarán en el Estadio de Esquí de Fondo Tesero de Val di Fiemme en febrero de 2026.
En total se disputarán en este deporte doce pruebas diferentes, seis masculinas y seis femeninas.